# Eric Adams (Musiker)

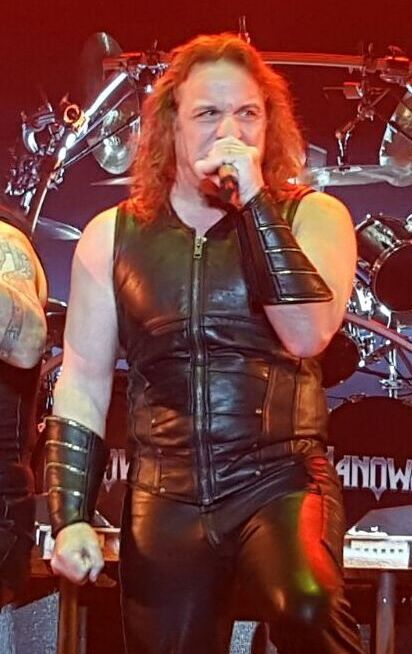
Eric Adams, 2016

Eric Adams (* 12. Juli 1952 in Auburn, New York als Louis Marullo) ist ein US-amerikanischer Sänger und Mitglied der Heavy-Metal-Band Manowar seit ihrer Gründung 1980.

## Leben
Eric Adams begann seine Karriere als Sänger im Alter von neun Jahren in diversen Schulbands. Er sang bei den Bands The Kids, Looks und Harlequin und arbeitete als Metzger, bevor er als Sänger der Band Manowar international bekannt wurde.
Als Jagdausbilder im Bundesstaat New York veröffentlichte er unter dem Titel „Wild Life & Wild Times“ gemeinsam mit dem aus Texas stammenden Zoologen Chester Moore jun. am 3. Juli 2006 eine DVD zum Thema Jagdaktivitäten in den Vereinigten Staaten, mit anschaulichen Beispielen und aufklärenden Worten über die Gründe und Motivation, sowie Erklärungen über die Wichtigkeit von geregelter Jagd zum Artenschutz und zur Reduzierung der Population. Den Soundtrack zur DVD komponierte Eric Adams selbst.
Eric Adams hat einen Stimmumfang bis B5.